# Prezidentské volby 2019
V roce 2019 proběhly prezidentské volby v následujících zemích:
| Stát nebo území              | Datum 1. kola                    | Datum 2. kola      | Vítěz                         |
| ---------------------------- | -------------------------------- | ------------------ | ----------------------------- |
| Abcházie                     | 25. srpna 2019                   | 8. září 2019       | Raul Chadžimba                |
| Afghánistán                  | 28. září 2019                    | –                  | Ašraf Ghaní                   |
| Alžírsko                     | 12. prosince 2019                | –                  | Abdal Madžíd Tabbúni          |
| Argentina                    | 27. října 2019                   | –                  | Alberto Fernández             |
| Bolívie                      | 20. října 2019                   | –                  | Evo Morales                   |
| Botswana                     | 1. listopadu 2019                | –                  | Mokgweetsi Masisi             |
| Federativní státy Mikronésie | 5. března 2019                   | –                  | David Panuelo                 |
| Guatemala                    | 16. června 2019                  | 11. srpna 2019     | Alejandro Giammattei          |
| Guinea-Bissau                | 24. listopadu 2019               | 29. prosince 2019  | Umaro Sissoco Embaló          |
| Chorvatsko                   | 22. prosince 2019                | 5. ledna 2020      | Zoran Milanović               |
| Indonésie                    | 17. dubna 2019                   | –                  | Joko Widodo                   |
| Irácký Kurdistán             | 28. května 2019                  | –                  | Néčírvan Barzaní              |
| Jižní Afrika                 | 22. května 2019                  | –                  | Cyril Ramaphosa               |
| Kazachstán                   | 9. června 2019                   | –                  | Kasym-Žomart Kemeluly Tokajev |
| Komory                       | 24. března 2019                  | –                  | Azali Assoumani               |
| Kuba                         | 10. října 2019                   | –                  | Miguel Díaz-Canel             |
| Litva                        | 12. května 2019                  | 26. května 2019    | Gitanas Nausėda               |
| Lotyšsko                     | 29. května 2019                  | –                  | Egils Levits                  |
| Malawi                       | 21. května 2019                  | –                  | Peter Mutharika               |
| Malta                        | 2. dubna 2019                    | –                  | George Vella                  |
| Mauricius                    | 2. prosince 2019                 | –                  | Prithvirajsing Roopun         |
| Mauritánie                   | 22. června 2019                  | –                  | Muhammad uld Ghazuání         |
| Mosambik                     | 15. října 2019                   | –                  | Filipe Nyusi                  |
| Namibie                      | 27. listopadu 2019               | –                  | Hage Geingob                  |
| Nauru                        | 27. srpna 2019                   | –                  | Lionel Aingimea               |
| Nigérie                      | 23. února 2019 až 24. února 2019 | –                  | Muhammadu Buhari              |
| Panama                       | 5. května 2019                   | –                  | Laurentino Cortizo            |
| Puntland                     | 8. ledna 2019                    | –                  | Said Deni                     |
| Rumunsko                     | 10. listopadu 2019               | 24. listopadu 2019 | Klaus Iohannis                |
| Salvador                     | 3. února 2019                    | –                  | Nayib Bukele                  |
| Senegal                      | 24. února 2019                   | –                  | Macky Sall                    |
| Severní Makedonie            | 21. dubna 2019                   | 5. května 2019     | Stevo Pendarovski             |
| Slovensko                    | 16. března 2019                  | 30. března 2019    | Zuzana Čaputová               |
| Srí Lanka                    | 16. listopadu 2019               | –                  | Gotabaja Radžapaksa           |
| Sýrie                        | 29. června 2019                  | –                  | Anas Abdáh                    |
| Švýcarsko                    | 11. prosince 2019                | –                  | Simonetta Sommarugaová        |
| Tunisko                      | 15. září 2019                    | 13. října 2019     | Kaís Saíd                     |
| Ukrajina                     | 31. března 2019                  | 21. dubna 2019     | Volodymyr Zelenskyj           |
| Uruguay                      | 27. října 2019                   | 24. listopadu 2019 | Luis Alberto Lacalle Pou      |

Šedě podbarveny jsou nepřímé volby. Výsledky červeně podbarvených voleb byly anulovány.